# Zagon na Kowel
Zagon na Kowel – część wielkiej bitwy wołyńsko-podolskiej; zagon wojsk zmotoryzowanych na Kowel wykonany w dniach 11–13 września 1920 roku, w czasie wojny polsko-bolszewickiej przez improwizowaną Grupę majora Włodzimierza Bochenka na tyłach sowieckiej 12 Armii.

## Przygotowania
Grupa majora Bochenka zorganizowana została w dniach 9–10 września 1920 roku we Włodawie. W jej skład weszły:
- II i III batalion 26 pułku piechoty pod dowództwem mjr. Ryszarda Waniczka
- 2 i 3 bateria 7 pułku artylerii polowej pod dowództwem mjr. Bolesława Pileskiego
- 1 kolumna lekkich samochodów pancernych pod dowództwem ppor. Felicjana Dzięcielewskiego (siedem wozów Ford FT-B i dwa półpancerne wozy White)
- 17, 28, 81, 200 i 300 kolumna samochodów ciężarowych (łącznie 54 ciężarówki Packard, Berliet i Fiat).

Razem Grupa liczyła około 1 tys. żołnierzy. Jej zadaniem było opanowanie węzła kolejowego Kowel, na tyłach sowieckiej 12 Armii. Miała wejść do walki na lewym skrzydle 5 Armii gen. Sikorskiego i z rejonu Brześcia przeć na południe, na Kowel.

## Przebieg
Kolumna wyruszyła 11 września ok. południa z Włodawy początkowo w kierunku na Brześć. Następnie skręciła na wschód i poruszała się trasą Małoryta – Mokrany – Ratno, aby od północy zaatakować Kowel. Manewr miał za zadanie obejście prawego skrzydła sowieckiej 12 Armii i wyjście na jej tyły. Po drodze naprawiano zniszczone mosty i stoczono kilka potyczek z bolszewicką piechotą. Długość przejechanej trasy wynosiła ok. 130 km. Kolumna poruszała się także nocą, a jedyne postoje organizowano dla dokonania koniecznych przeglądów i napraw samochodów. Kolumna poruszała się ze średnią prędkością 12 km/h. 

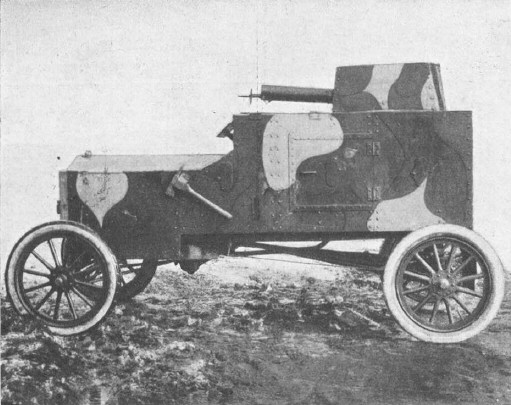
Samochód pancerny Ford FT-B

Około północy kolumna dotarła do wsi Mokrany. Stąd wykonano pierwsze uderzenie wzdłuż drogi na Horniki. Rano 12 września Grupa opanowała Ratno. Kolumna przebiła się na tyły przeciwnika, wycofującego się na wschód na całym froncie, pod naporem wojsk Sikorskiego. Zgodnie z planem zamierzano przeć jak najszybciej na Kowel, bez oglądania się na skrzydła i zbędnych postojów. Dzięki szybkości manewrów Grupy,  bolszewicy mieli problem z jej zlokalizowaniem i brakowało im czasu na zorganizowanie obrony. Jadące na czele kolumny samochody pancerne, odporne na ogień karabinów, wdzierały się w szyki piechoty, zadawały jej straty i mieszały szyk, uniemożliwiały zajęcie pozycji przez artylerię i paraliżowały dowodzenie, wywołując panikę na tyłach wroga. Polskie oddziały osiągały w ten sposób sukcesy nieproporcjonalnie duże w porównaniu ze swą liczebnością. Wszelkie próby stawiania oporu przez wroga na drodze do Kowla były szybko łamane, a kilka dużych oddziałów piechoty bolszewickiej widząc na swych tyłach Polaków, skapitulowało. Próby niszczenia mostów na drodze marszu kolumny (teren przecięty licznymi rzekami, bagnami i jeziorami) nie zatrzymały żołnierzy majora Bochenka. W okolice Kowla Grupa dotarła 12 września ok. godz. 14:00, do samego miasta wjechała dwie godziny później. Dzięki osiągniętemu efektowi zaskoczenia w szeregach bolszewików wybuchł chaos. W mieście stanowiącym bazę zaopatrzeniową frontu, na dalekich tyłach nikt nie spodziewał się Polaków i to wyposażonych w tankietki. Rosjanie prowadzili już tylko ogień artyleryjski ze stanowisk ziemnych poza miastem i z kilku pociągów pancernych, wycofujących się na wschód. Próby obrony nie dały rezultatu i ostatecznie Kowel został opanowany późnym popołudniem. Spieszona załoga Grupy obsadziła kluczowe obiekty, w tym kowelski dworzec kolejowy. Rozprężenie wśród bolszewików było całkowite, co uniemożliwiało im wykonanie kontrataku i przed południem 13 września Grupa majora Bochenka nawiązała kontakt z nadchodzącymi od zachodu oddziałami gen. Sikorskiego.

## Znaczenie
O ile z punktu widzenia militarnego zagon na Kowel to drobny epizod pozbawiony większego wpływu na wynik wojny, o tyle jest on wyjątkowo istotny z punktu widzenia sztuki wojennej. Pokazał on możliwości jednostek zmotoryzowanych, ich zdolność do przenikania głęboko za linię wroga i dezorganizowania jego obrony, czym torują one drogę dla głównych sił za cenę bardzo niewielkich strat własnych.
Doświadczeń tych nie wykorzystano właściwie, kierując się raczej wynikami 1 Armii Konnej Budionnego i w dalszym ciągu stawiono na jednostki kawalerii, jako siły wykonującej manewr przełamania obrony przeciwnika. Zagon Grupy majora Bochenka miał jednak duże znaczenie dla rozwoju wojsk zmechanizowanych i dla ich taktyki oraz sztuki operacyjnej. W 1930 roku sformowano doświadczalną grupę pancerno-motorową w sile batalionu. Była ona pierwowzorem późniejszych brygad zmechanizowanych. Jednak istotną przeszkodą w rozwoju tych jednostek był wielki kryzys, który dramatycznie zahamował proces motoryzacji Wojska Polskiego. Paradoksalnie, najlepiej doświadczenia zagonu na Kowel wykorzystali Sowieci. Armia Czerwona w latach trzydziestych sformowała całe korpusy zmotoryzowane i pancerne. Jeszcze w latach osiemdziesiątych XX wieku w Związku Radzieckim formowane były Operacyjne Grupy Manewrowe, składające się z oddziałów pancernych, zmechanizowanych, artylerii i saperów, z zadaniami podobnymi do celów postawionych Grupie majora Bochenka.